# Olivier Soutet
Olivier Soutet (né le 1er novembre 1951 à Paris) est un linguiste français. Spécialiste de la grammaire historique du français, il est Professeur à l'université Paris-Sorbonne.

## Publications
- La littérature française du XVIe siècle, Paris, PUF, 1977
- La littérature française de la Renaissance, Paris, PUF, 1980 (réédité en 1987 et 1994)
- La syntaxe du français, Paris, PUF, 1989 (réédité en 1993, 1998, 2005 et 2009)
- La concession en français des origines au XVIe siècle. Problèmes généraux. Les tours prépositionnels., Genève, Droz, 1990
- La concession dans la phrase complexe en français des origines au XVIe siècle, Genève, Droz, 1992
- Etudes d’ancien et de moyen français, Paris, PUF, 1992
- Linguistique, Paris, PUF, coll. « Quadrige », 1995 (réédité en 1997, 2001 et 2005)
- (it) Manuele di linguistica, Bologne, il Mulino, 1998
- Le subjonctif français, Paris, Ophrys, 2000
- Fransk litteratur under Renässanssen, Stockholm, Alhambra Förlag, 2004